# گزارش وضعیت
گزارش وضعیت، یک مقاله است که یک نظر دربارهٔ یک موضوع ارائه می‌دهد (معمولاً از یک نویسنده یا شخص مشخص) گزارش‌های وضعیت در موضوعات دانشگاهی، سیاسی، قانونی یا حوزه‌های دیگر منتشر می‌شود. در یک گزارش وضعیت، نظری قابل بحث دربارهٔ موضوع مورد مطرح شده ارائه می‌شود؛ هدف از یک گزارش وضعیت متقاعد کردن مخاطب در مورد اعتبار داشتن عقیده ارائه شده‌است و این که ارزش شنیده شدن دارد. برای انتخاب عنوان نیاز است نظریات ارائه شده به دقت بررسی شوند، سپس بسط داده شوند و در نهایت مقاله ساماندهی شود.
گزارش‌های وضعیت در طیف گسترده‌ای از ساده‌ترین شکل آن به عنوان نامه‌ای به ویراستار تا پیچیده‌ترین شکل آن در قالب یک گزارش وضعیت دانشگاهی قرار می‌گیرند. همچنین گزارش‌های وضعیت به وسیله سازمان‌های بزرگ برای
رونمایی کردن باورهای رسمی و توصیه‌های گروه به کار می‌روند.

## در علوم
گزارش‌های وضعیت در دانشگاه اجازه بحث در مورد موضوعات در حال ظهور را می‌دهد که بدون آزمایش و تحقیقات پایه نمی‌توانند به عنوان مقالات علمی ارائه شوند. معمولاً این مطالب پایه‌گذار عقاید یا موقعیتهایی هستند که با شواهد به دست آمده از بحث‌های وسیع به وجود آمده در مورد موضوع مطرح شده می‌توانند گامهایی به جلو باشند.

## در سیاست
گزارش‌های وضعیت در زمینه‌هایی که درک جزء به جزء دیدگاه‌های نهادهای دیگر با اهمیت است، کاربرد دارد؛ مانند: مبارزات سیاسی، سازمان‌های دولتی، در جهان سیاست، در تلاش برای تغییر ارزش‌ها (به عنوان مثال از طریق اطلاعیه‌های خدمات عمومی) و الگو سازی‌های سازمانی. همچنین بخش مهمی ار فرایند الگوی سازمان ملل متحد هستند.
در موضوعات دولتی، گزارش وضعیت در جایی بین اوراق سفید و اوراق سبز قرار می‌گیرد که در آن‌ها نظرات قطعی تأیید می‌شود و راه حل‌ها پیشنهاد می‌شود ولی معمولاً به تفصیل به جزئیات موضوع پرداخته نمی‌شود.

## در قانون
در حقوق بین‌المللی، اصطلاح برای یک مقاله وضعیت، یادداشت (Aide-mémoire) است. یک یادداشت، نوشته‌ای غیررسمی است که نکته‌های کوچکی از یک مباحثه آشکار شده یا توافق نشده را مطرح می‌کند و به صورت اختصاصی در ارتباطهای غیر دیپلماتیک به کار می‌رود.